# Alfred Sensier
Alfred Sensier, né le 25 décembre 1815 à Paris, où il est mort le 7 janvier 1877, est un marchand, critique et historien d'art français, attaché à l'école de Barbizon.

## Biographie
Fils d'un notaire bibliophile, il fait des études de droit et travaille dans une étude d'avoué. En parallèle, il se passionne pour l'art, et collectionne des autographes.
Il rencontre Théodore Rousseau en 1846, dont il devient l'ami, puis plus tard l'exécuteur testamentaire et le biographe. Il côtoie également Jules Dupré, Antoine Louis Barye, Constant Troyon, et Narcisse Díaz de la Peña. Il se lie surtout avec Jean-François Millet. 
Le 1er avril 1848, il est nommé chef de bureau des musées au Louvre. 
Entre 1851 et son admission à la retraite le 1er juin 1873, il est fonctionnaire au ministère de l'Intérieur, à la direction des Beaux-Arts puis au cabinet du ministre. Il s'établit une collection dans son appartement parisien de la rue Chaptal. 
Il publie une courte notice sur Olivier de Serres sous pseudonyme en 1858, une traduction annotée du Journal de Rosalba Carriera en 1865 et plusieurs articles sur les expositions et sur la peinture moderne sous le nom de Jean Ravenel, devenant le « porte-parole » de l'école de Barbizon.
Cofondateur de la Revue internationale de l'art et de la curiosité avec Ernest Feydeau en 1869, il y écrit régulièrement jusqu'à la cessation de parution l'année suivante, notamment les Souvenirs sur Théodore Rousseau, réunis en un volume en 1872. Il consacre une Étude à Georges Michel en 1873, puis travaille à une biographie de Jean-François Millet, que sa mort laisse inachevée. Il est inhumé aux côtés de ses deux amis Rousseau et Millet à Chailly-en-Bière, et son dernier manuscrit est complété et publié en 1881.
Il a été fait chevalier de la Légion d'honneur le 9 mai 1873.

## Publications
- 11 février 1878 (préface d'Étienne Charavay) [s.d.]
- Étude sur Georges Michel, 1873
- Journal de Rosalba Carriera pendant son séjour à Paris en 1720 et 1721, Giovanni Vianelli (it) J. Techener Paris, 1865, 570 p. (lire en ligne).
- Olivier de Serres, agronome du XVIe siècle, sa vie, ses travaux, ses écrits (sous le pseudonyme de Reisnes), 1858
- Souvenirs sur Th. Rousseau, 1872
- La Vie et l'œuvre de J.-F. Millet, 1881